# 240-й окремий спеціальний батальйон (Україна)
240-й окремий спеціальний батальйон — військова частина Збройних сил України, що виконувала бойові завдання з підтримки миру на території колишньої республіки Югославія на початку та в середині 90-х.
Найуспішніші миротворчі операції батальйону — забезпечення безпеки роботи аеропорту, установлення демілітаризованої зони в районі населеного пункту Жепа та евакуація 5 тис. чоловік під час наступу сербів.

## Передісторія
Розпад СРСР призвів до руйнування двополярної системи політичного устрою світу, коли одні країни були союзниками та контролювалися радянською владою з одного боку, і Сполученими Штатами — з іншого. Одним з місць нестабільності стала Соціалістична Федеративна Республіка Югославія. В основу Балканської кризи лягли етнічні й релігійні конфлікти. Серія масштабних збройних зіткнень перетворила Югославію в 90-х на одну з «найгарячіших» точок світу за останні десятиліття. 25 червня 1991 року Словенія й Хорватія оголосили про свою незалежність, що й призвело, зрештою, до розпаду Югославії. До середини 1992 року на місці Югославії вже існували Боснія та Герцеговина, Східна Славонія, Косово, Македонія, Республіка Сербська Країна й Хорватія.
З часів закінчення Другої світової війни югославська війна стала найкровопролитнішим збройним протистоянням у Європі. Для розслідування зроблених у Югославії військових злочинів навіть був створений Міжнародний трибунал.

## Створення батальйону

Особовий склад батальйону.

В 1992 році з метою сприяння політичному врегулюванню югославського конфлікту й задля захисту цивільного населення були розгорнуті сили ООН — UNPROFOR (англ. United Nations Protection Forces, тобто Сили Безпеки Організації Об'єднаних Націй). Генеральний секретар ООН звернувся до керівництва України із проханням ввести військовий контингент до складу сил ООН у зонах конфлікту.
3 липня 1992 року Верховною Радою України була прийнята Постанова № 2538- ХІІ «Про участь батальйонів Збройних Сил України в Миротворчих Силах Організації Об'єднаних Націй у зонах конфліктів на території колишньої Югославії». Уже наступного дня міністром оборони був підписаний наказ про формування в смт. Гвардійське Дніпропетровської області миротворчого підрозділу — 240-го окремого спеціального батальйону. Формування проводилося на базі 93-ї гвардійської мотострілецької дивізії 6-ї гвардійської танкової армії (пізніше — 93-ї механізованої дивізії 6-го армійського корпуса Сухопутних військ Збройних Сил України).
Батальйон був сформований у рекордно короткий термін — за три тижні. При цьому треба було підібрати 400 чоловік особового складу, прийняти 95 одиниць техніки, одержати зброю, боєприпаси, тилове майно. Батальйон формувався як абсолютно автономний підрозділ: своя кухня, своя лазня, своя пральня. У формуванні взяла участь практично вся Україна (особовий склад, в основному солдати строкової служби, підбиралися з різних частин у всіх регіонах, у тому числі й у частинах 8-го армійського корпусу).
Командиром 240-го осб був призначений полковник Сидоренко Володимир Володимирович, 1951 р. н., що свого часу закінчив Свердловське суворівське училище (1969 р.), Омське вище загальновійськове командне училище (1973 р., закінчив із золотою медаллю), розвідувальний факультет Академії ім. М. В. Фрунзе (1980 р., закінчив відмінно). Офіцерську службу почав у Південній групі військ, де за чотири роки пройшов шлях від командира розвідувального взводу до начальника розвідки мотострілецького полку. В 29 років був призначений на посаду начальника розвідки дивізії (Білоруський військовий округ), в 35 — заступником начальника розвідки 6-ї танкової армії (1986 р., Київський військовий округ).

## Бойовий шлях
15 липня 1992 року два літаки з передовою групою 240-го батальйону на борті злетіли із дніпропетровського аеродрому й взяли курс на Боснію. У першій групі було 42 чоловіки. Старший — генерал-майор Гудим. З перших хвилин після приземлення в Сараєво стало зрозуміло, що йде справжня війна — місто й аеродром знаходились під обстрілом. Практично постійно чулися вибухи та стрілянина. Працювали снайпери. Всі переміщення по аеродрому здійснювалися тільки бігом.
21 липня на станціях Вільне та Меліоративна (Дніпропетровська область) було проведене завантаження техніки на залізничні платформи. Два ешелони з технікою та майном батальйону через територію Угорщини прибули до місця розвантаження (станція Панчево за 35 км від Белграда) 25 липня 1992 року.
28 липня особовому складу на руки була видана зброя, боєприпаси та бронежилети. Після інструктажу, проведеного французькими колегами-миротворцями, почався марш батальйону до місця дислокації.
29 липня 1992 року 240-й осб у складі 67 офіцерів і прапорщиків, 345 сержантів і солдатів прибув у Сараєво. У перелік завдань батальйону входила охорона й забезпечення функціонування аеропорту, супровід конвоїв з гуманітарною допомогою як у місті, так і у віддалених районах країни, охорона району свого розташування, забезпечення ремонту систем водо- та електропостачання. Специфічним завданням було ведення артилерійської розвідки. Для цього в складі 240-го осб було два АРК-1 — артилерійських радіолокаційних комплекси, призначених для розвідки вогневих позицій і контролю стрільби артилерії (пусків ракет) по цілям. Змонтований на шасі гусеничного тягача МТ-ЛБ, комплекс дозволяє вести розвідку залпів мінометів на дальності 12-13 км, реактивних систем залпового вогню — на 12-20 км, гаубиць — на 7-9 км. За допомогою АРК мав здійснюватися контроль за виконанням договору про припинення артилерійських обстрілів житлових районів Сараєво (у ході виконання завдань АРК були неодноразово обстріляні й згодом виведені з ладу).
По прибуттю в Боснію й Герцеговину, підрозділи 240-го осб негайно піддалися численним нападам і обстрілам з боку ворогуючих угруповань. Деякі аналітики й історики стверджують, що перший (в історії сучасної української армії) бій наші військовослужбовці провели 4 квітня 2004 року в Республіці Ірак. Роблячи такі заяви, вони забувають про збройні зіткнення підрозділів 240-го осб, коли українським миротворцям довелося застосовувати всі види штатної зброї для захисту себе й місцевого населення від нападів добре озброєних формувань і угруповань, розблокування позицій і блок-постів батальйону, знищення снайперів і забезпечення евакуації загиблих і поранених.
Уже через два дні після прибуття, в аеропорті була обстріляна позиція артилерійського комплексу. У той день мусульмани поставили в безпосередній близькості з нашим комплексом свій міномет і відкрили вогонь по сербах. Серби відкрили вогонь у відповідь, і одна із мін потрапила в бліндаж розрахунку АРК. У результаті сім чоловік були важко поранені. Старший лейтенант Сергій Топиха помер від ран у госпіталі в Німеччині. Рядовому Карпенко, що одержав важке проникаюче поранення в голову, у Франкфурті зробили кілька операцій, після чого він вирушив до України. Інші п'ятеро військовослужбовців пройшли лікування у французькому військовому госпіталі в Загребі й продовжили службу. Через тиждень — 7-го серпня було обстріляно мінами розташування батальйону. Вісім чоловік одержали поранення різного ступеня важкості. Був поранений і командир батальйону Володимир Сидоренко. 20-го серпня, у розташуванні батальйону від кулі снайпера загинув прапорщик Віктор Салохин.
Незважаючи на тяжкі умови, у яких виявилися наші миротворці, вони продовжували виконувати поставлені перед ними завдання. Тільки за чотири місяці ними вже було проведено більше 800 конвоїв з гуманітарним вантажем. Батальйон забезпечував безпеку роботи аеропорту, відновлював електромережі.
19 листопада 1993 року Верховна Рада України прийняла Постанову про збільшення чисельності контингенту Збройних сил України в миротворчих силах ООН на території колишньої Югославії. Відповідно до цього рішення почалося формування й підготовка 60 окремого спеціального батальйону («Укрбат-2»).
19 квітня 1994 року 60-й осб прибув у Сараєво. Батальйон був першим підрозділом, що, відповідно до розпорядження керівництва UNPROFOR, було уведено в заблокований мусульманський анклав у районі Горадже. 60-й осб із оперативною групою 240-го батальйону за підтримкою підрозділів Збройних сил Великої Британії, Франції, Норвегії, Росії і Єгипту ввійшов у зону активних бойових дій між сербськими й мусульманськими формуваннями. Присутність 60-го осб призвела до зниження напруженості в районі й ослаблення бойових дій.
У липні 1995 року проведена успішна операція в анклаві Жепа. Українські миротворці виявилися під перехресним вогнем боснійсько-сербського корпуса «Дрина» та мусульманських підрозділів. Ось частина повідомлення, відправленого в Київ 24 липня:
| Ліві лапки | 24.07.95 р. У районі чек-пойнта №1 йшли бої між сербами й боснійцями… В 14:20 від командира спеціальної роти надійшло повідомлення: «За одну годину на анклав Жепа впало 60 мін. Ведеться вогонь із танків, кулеметів і снайперської зброї. Розстріляно будинок поліції, багато вбитих і поранених. Уночі передбачається напад на позиції роти. Палива й води немає… В 17:00 командир боснійської бригади запросив від командира роти виставити особовий склад в особливо небезпечних ділянках для захисту від сербів… | Праві лапки |

Особовим складом батальйону, незважаючи на відсутність підтримки з боку ООН і НАТО, була почата операція по евакуації мирного населення із зони загострення ситуації. У результаті більше п'яти тисяч чоловік були успішно виведені, при цьому втрат серед українців не було, попри те, що в ці дні кількість жертв у регіоні перевищило дев'ять тисяч чоловік — неподалік Сребрениці було скоєно масове убивство мусульман.
У другій половині 1995 року було ухвалене рішення про припинення в грудні того ж року повноважень місії UNPROFOR. У вересні-грудні українські миротворчі підрозділи повернулися додому, було скорочено кількість штабних офіцерів у керівному апарату місії. Додому вирушили 60-й осб та 15-й окремий вертолітний загін, що також виконували завдання на території колишньої Югославії.
21 листопада 1995 року в США на авіабазі Райт-Петтерсон (м. Дейтон, штат Огайо) була підписана угода про мир у Боснії й Герцеговині, а вже в середині грудня в Парижу підписаний відповідний договір. На підставі Резолюції Ради Безпеки ООН від 15.12.95 № 1031 подальша підтримка миру в регіоні стояло багатонаціональним силам IFOR (сили виконання угоди — СВС) під керівництвом НАТО. В 11.00 20 грудня 1995 року в сараївському аеропорту Бутмир пройшла офіційна церемонія передачі повноважень. Прапор ООН на флагштоку був замінений прапором НАТО.
На підставі Угоди між Україною й Францією в грудні 1995 року 240-й окремий спеціальний батальйон був переданий в IFOR.
Після Дейтона відбувся перехід від політики вмовляння до політики примушення до миру. До того часу на території Боснії й Герцеговини існувало офіційне перемир'я, що його фактично дотримувалися тільки до настання темряви. Після 20 грудня все стало різко мінятися. Уже в перші дні підрозділу НАТО за підтримкою танків почали зачищати контрольні пункти на лінії зіткнення сторін. Міжнародним силам IFOR були надані більші повноваження по застосуванню зброї для припинення порушень порядку, що привело до фактичного припинення яких-небудь активних дій ворогуючими сторонами.
У складі IFOR батальйон перебував із грудня 1995 по грудень 1996 року.
У грудні 1996 року 240-й окремий спеціальний батальйон був переданий під юрисдикцію сил Сил стабілізації НАТО SFOR (по червень 1999 року). У березні 1997 року 240-й осб передислокований з м. Сараєво в Боснію й Герцеговину в населений пункт Врапчичи (недалеко від м. Мостар).
Із червня 1999 року батальйон виконував завдання в складі сил KFOR і був виведений до України в листопаді 1999 року.
Усього за час перебування 240-го окремого спеціального батальйону на території колишньої Югославії проведено 14 замін особового складу.

## Військовий побут
Умови, у яких налагоджували свій побут українці, були досить далекими від тих, які всі звикли бачити зараз. Батальйон розміщався в «казармах Тіто» — колишньому військовому училищі. Чотириповерховий будинок зі зруйнованим верхнім поверхом було виділено для розквартирування особового складу. Вікна заклали мішками з піском, провели деякий ремонт приміщень, організували навіть кімнату відпочинку й спортзал. Правда, періодично туди залітали кулі під час вуличних перестрілок сербів і мусульман. У казармах постійно перебувала тільки рота забезпечення, взвод артрозвідки й частина першої роти. Інші підрозділи виконували щоденні завдання за межами Сараєво: несли службу на блок-постах, доставляли продукти й паливо в заблоковані райони, охороняли й супроводжували конвої, проводили розмінування й антиснайперські заходи, збирали розбиті машини. У секторі «Сараєво», крім українців, перебували ще представники майже тридцяти країн. Наші миротворці своєю стійкістю, відповідальністю, невибагливістю й спритністю відразу завоювали авторитет серед колег.

## Гуманітарна діяльність
Під час перебування 240-го осб у м. Сараєво й у Боснії й Герцеговині особовий склад, крім виконання миротворчих завдань, брав участь у відновленні й реконструкції лікарні й школи, ремонті доріг, ліній електропередач, трамвайної лінії й трамвая, наданні медичної допомоги місцевому населенню. Перший трамвай, що пройшов по відновленій лінії, був пофарбований у жовто-блакитний колір.

## Командування
- полковник Сидоренко Володимир Володимирович
- Локота Олександр Дмитрович

## Нагородження миротворців
Усіх українських миротворців було нагороджено медалями ООН, а після Дейтона — медалями НАТО. Четверо були визнані гідними державних нагород України. Один з них — старший сержант Олександр Полтава — посмертно. З першого складу батальйону серед нагороджених немає.

## Втрати
Загинули в Югославії (Сили ООН з охорони (СООНО-UNPROFOR) 1992-1995):
- молодший сержант Бікасов Андрій Валерійович - застрелений однієї з протиборчих сторін в Горадже в 1994.
- рядовий Власенко Олександр Іванович - загинув в Сараєво 16 квітня 1993 під час мінометного обстрілу.
- рядовий Жур Рональд Богданович
- сержант Казьянов Валерій Анатолійович
- старший прапорщик Кочубей Олександр Дмитрович
- рядовий Марченко Олександр Вікторович - загинув 10 жовтня 1992 при підриві бронетранспортера на міні
- рядовий Павляк Павло Петрович
- старший сержант Полтава Олександр Адамович - загинув при підриві на міні-пастці
- рядовий Постолакій Павло Леонтійович
- рядовий Сібагатов Олег Абдулович
- підполковник Сливний Віктор Семенович - загинув при підриві на міні в Жепі 11 серпня 1993.
- старший прапорщик Солохин Віктор Олександрович - убитий 20 серпня 1992 пострілом снайпера в розташуванні батальйону (Сараєво).
- старший лейтенант Топиха Сергій Миколайович - поранений 31 липня 1992 під час мінометного обстрілу в аеропорту Сараєво, помер в госпіталі в Німеччині
- старший прапорщик Хмелевський Сергій Федорович
- рядовий Яковлев Едуард Валентинович